# Wilmer Valderrama
Wilmer Eduardo Valderrama (Miami, 30 gennaio 1980) è un attore statunitense di origini colombiane,  venezuelane e italiane.

## Biografia
Fidanzato di Lindsay Lohan nel 2004 e di Demi Lovato dal 2010 al 2016, Wilmer Valderrama deve la sua popolarità alla partecipazione alle serie televisive That '70s Show e Manny tuttofare. A partire dal 2016 recita nella serie TV NCIS - Unità anticrimine. Nel 2021 è fra i doppiatori del sessantesimo classico Disney Encanto.

## Filmografia

### Cinema

#### Attore
- Il sogno di un'estate (Summer Catch), regia di Michael Tollin (2001)
- Party Monster, regia di Fenton Bailey e Randy Barbato (2003)
- Beauty Shop, regia di Bille Woodruff (2005) non accreditato
- The Darwin Awards - Suicidi accidentali per menti poco evolute (The Darwin Awards), regia di Finn Taylor (2006)
- Fast Food Nation, regia di Richard Linklater (2006)
- Mi sono perso il Natale (Unaccompanied Minors), regia di Paul Feig (2006)
- The Dead One, regia di Brian Cox (2007)
- Columbus Day, regia di Charles Burmeister (2008)
- Days of Wrath, regia di Celia Fox (2008)
- The Dry Land, regia di Ryan Piers Williams (2010)
- From Prada to Nada, regia di Angel Garcia (2011)
- L'amore all'improvviso - Larry Crowne (Larry Crowne), regia di Tom Hanks (2011)
- School Dance, regia di Nick Cannon (2014)
- To Whom It May Concern, regia di Manu Boyer (2015)
- The Girl Is in Trouble, regia di Julius Onah (2015)
- Le verità sospese (The Adderall Diaries), regia di Pamela Romanowsky (2015)
- CHiPs, regia di Dax Shepard (2017)
- Murder Mystery 2, regia di Jeremy Garelick (2023)
- Ops! È già Natale (A Sudden Case of Christmas), regia di Peter Chelsom (2024)

#### Doppiatore
- Clifford e i suoi amici acrobati (Clifford's Really Big Movie), regia di Robert C. Ramirez (2004)
- Manny tuttofare (Handy Manny) – serie TV, 49 episodi (2006-2011)
- C'era una volta il Principe Azzurro (Charming), regia di Ross Venokur (2018)
- Tappo - Cucciolo in un mare di guai (Trouble), regia di Kevin Johnson (2019)
- Encanto, regia di Byron Howard e Jared Bush (2021)

### Televisione
- That '70s Show – serie TV, 201 episodi (1998-2006)
- I Soprano (The Sopranos) - serie TV, episodio 6x07 (2006)
- Royal Pains – serie TV, 3 episodi (2011-2012)
- I maghi di Waverly (Wizards of Waverly Place) – serie TV, episodio 3x25 (2010)
- Awake – serie TV, 13 episodi (2012)
- Suburgatory - serie TV, episodi 1x15 (2012) 2x11-12 (2013) Yoni
- Dal tramonto all'alba - La serie (From Dusk till Dawn: The Series) – serie TV, 23 episodi (2014-2016)
- Minority Report – serie TV, 10 episodi (2015)
- Grey's Anatomy – serie TV, 5 episodi (2016)
- The Ranch – serie TV, 4 episodi (2016)
- NCIS - Unità anticrimine (NCIS) – serie TV, 108 episodi (2016-in corso) - Nick Torres
- NCIS: New Orleans - serie TV, episodio 3x14 (2017) - Nick Torres
- NCIS: Hawai'i - serie TV, episodi 1x18, 2x01 (2022) -  Nick Torres
- NCIS: Los Angeles - serie TV, episodio 14x10 (2023) - Nick Torres
- That '90s Show – serie TV, (2003) - Fez

### Videoclip
- Easy – Paula DeAnda
- To The Top – Omar Cruz feat. Frankie J
- Tu no eres para mi – Fanny Lú
- Imagínate – Wisin & Yandel feat. T-Pain
- Ever the Same – Rob Thomas
- The Way I Fiesta – Eduardo Fresco feat. Clayton Vice
- Sexy and I Know It – LMFAO
- First Time – Jonas Brothers
- Really Don't Care – Demi Lovato
- Nightingale – Demi Lovato
- Vida – Don Omar
- Sober – Demi Lovato (cameo)
- Felices Los 4 – Maluma
- Holy - Justin Bieber

## Doppiatori italiani
Nelle versioni in italiano delle opere in cui ha recitato, Wilmer Valderrama è stato doppiato da:
- Stefano Crescentini in Minority Report, NCIS - Unità anticrimine, NCIS: New Orleans, NCIS:Hawai'i, NCIS: Los Angeles, Ops! È già Natale
- Simone Crisari in Mi sono perso il Natale, Fast Food Nation
- Federico Di Pofi in Dal tramonto all'alba - La serie
- Daniele Gatti in That '70s Show (st. 1-5)
- Simone Marzola in That '70s Show (st. 6-8)
- Fabrizio Vidale in Grey's Anatomy
- Maurizio Merluzzo in The Ranch
- Raffaele Proietti in That '90s Show

Da doppiatore è sostituito da:
- Giorgio Milana in Manny tuttofare
- Emanuele Ruzza in C'era una volta il Principe Azzurro
- Massimiliano Manfredi in Onward - Oltre la magia
- Nanni Baldini in Encanto